# 牛鸞
牛鸾（1481年—1556年），字鸣世，号竹坡，直隸獻縣（今河北獻縣）人。明朝政治人物。

## 生平
正德二年（1507年）丁卯科順天府乡试八十九名舉人，正德三年（1508年）聯捷戊辰科会试十七名，三甲一百七十四名进士。初任山東鉅野縣知縣，又改益都縣。正德六年（1511年），河北爆發劉六劉七起義，席捲多省。牛鸞禦敵有功，破格提升為兵備僉事。正德九年六月奉命巡察海道仍带管青州兵备，十一年六月被巡按御史张羽弹劾，被降一级。後历任太原府同知，十六年正月升山西按察司佥事，嘉靖元年（1522年）十二月添注山东佥事，令其军前督兵剿贼，时流贼猖獗，都御史李瓒荐鸾在山西时勇略过人，因有是命。三年四月升本司副使，整饬青州兵备如故。七年六月率山东枪兵，调往山西潞城围剿青羊山贼陈卿等群寇。八年十月以冒费军饷被劾，念其平贼功，姑降一级为右参议。十二年二月以荐起为陕西右参议，七月升陕西按察司副使。
其墓碑至今尚存，現為河北省文物保護單位。

## 家族
曾祖牛顺成。祖父牛伯通。父牛聪。母李氏。具庆下。兄夔、凤、𬸚、弟鹏。